# CD5
En inmunología se denomina CD5 (del inglés cluster of differentiation) a un tipo de antígeno CD propio del sistema inmune de mamíferos. Se caracteriza por poseer un peso molecular de 55 kDa y su naturaleza bioquímica lo encuadra dentro de la familia de receptores basurero. Su función biológica en la célula es: mediar en la transducción de señal, mitigando la respuesta inmune ante sustancias que no deban desencadenar aquella. Se expresa específicamente en timocitos, células T y subpoblaciones de células B (las secretoras de IgM).